# Vrtačnik
Vrtačnik je priimek več znanih Slovencev:
- Danilo Vrtačnik, elektronik
- Eda Vrtačnik Bokal /Eda Bokal Vrtačnik (*1956), ginekologinja, strokovnjakinja za humano reprodukcijo, prof. MF
- Franc Vrtačnik (1921—2011), slikar, pedagog
- Igor Vrtačnik (*1967), filmski režiser, scenarist, dokumentarist
- Ivan Vrtačnik (?—1947), pravnik
- Jaroslav Vrtačnik (*1950), strojnik, energetik
- Katja Vrtačnik Garbas, geografinja ?
- Lojze (Alojzij) Vrtačnik (1884—1964), pravnik
- Margareta (Metka) Vrtačnik (*1947), kemičarka, univ. prof.
- Milan Vrtačnik (1906—1989), šolnik, pedagoški pisec
- Mirko Vrtačnik (1950—2018), pravnik
- Oleg Vrtačnik (1926—2002), gospodarstvenik (ekonomist)
- Peter Vrtačnik, gospodarstvenik
- Špela Vrtačnik, zborovodja
- Urban Vrtačnik (*1980), pravnik, univerzitetni predavatelj